# Ignacianulus pumilio
 (octobre 2021).
Genre
Espèce
Ignacianulus pumilio, unique représentant du genre Ignacianulus, est une espèce d'opilions laniatores à l'appartenance familiale incertaine.

## Distribution
Cette espèce est endémique de la région de Cajamarca au Pérou. Elle se rencontre vers San Ignacio.

## Description
L'holotype mesure 2,3 mm.

## Publication originale
- Roewer, 1957 : « Arachnida Arthrogastra aus Peru, III. » Senckenbergiana Biologica, vol. 38, no 1/2, p. 67-94.